# Arctodiaptomus spectabilis
Arctodiaptomus spectabilis is een eenoogkreeftjessoort uit de familie van de Diaptomidae. De wetenschappelijke naam van de soort is voor het eerst geldig gepubliceerd in 1940 door Mann.